# Géomaticien
 (avril 2024).
Le géomaticien ou la géomaticienne pratique la géomatique, en créant, en alimentant en données, ou en utilisant un système d'information géographique (SIG ou GIS en anglais).
En France, ce métier (code ROME : M1808) regroupe plusieurs appellations : administrateur SIG, technicien cartographe ou en traitement des données, gestionnaire de bases de données spatiales, architecte SIG…

## Histoire
Ce métier est directement lié à la Troisième révolution industrielle (révolution informatique) et est donc un métier relativement jeune. Le terme « géomaticien » apparaît à la fin des années 1960. C'est, étymologiquement, la contraction entre géographe et informaticien.

## Activités
Les géomaticiens sont des experts dans le domaine de la géomatique. Ils travaillent dans la fonction publique, par exemple dans les services du cadastre et d'urbanisme, ou de l'information géographique (exemple français : Géoportail). Mais ils peuvent aussi travailler dans le secteur privé, par exemple dans des sociétés de cartographie et des maisons d'édition ou dans des sociétés télédétection.
Les géomaticiens s'occupent de toute la chaîne de processus qui se produit lors du traitement de géodonnées (pas seulement issue de satellites). Cela commence par la collecte et l’acquisition de données. Les géomaticiens doivent être capables de faire la distinction entre les méthodes topographique (ex. tachéomètre ou GPS différentiel) (on va sur le point à mesurer) et les méthodes de télédétection (ex. photogrammétrie ou lidar) (mesure à distance) et d'effectuer des mesures de planimétrique (x,y ou latitude,longitude), des levés altimétriques (z ou H) ou des mesures par télémétrie satellitaire (exploitation des mesures prises depuis l'espace). Les données collectées sont ensuite nettoyées et mises à disposition pour un traitement ultérieur.
Les géomaticiens vérifient l'exactitude (spatiale, et temporelle), l'exhaustivité, et en cas d'impossibilité de vérification (ex. terrain inaccessible), la vraisemblance des géodonnées. Ils calculent l'emplacement (si le référentiel choisi est géocentrique, par exemple WGS84, et le système de coordonnées géographiques, alors au minimum 2 coordonnées: latitude et longitude, et parfois, l'altitude) d'entités (point, ligne, surface), et des attributs leur étant attachés (exemple : sa nature, superficie, volume, population, connecté ou non à un réseau d'eau potable). Ces géodonnées font ensuite l'objet de traitements et d'analyses qui donnent des modèles de données et donc des bases de données. Et, s'il y a besoin, elles sont mises en page (choix de l'échelle, des couleurs, des épaisseurs de trait, de la légende) pour créer des cartes.
Ils sont également capables de distinguer les différents formats d'échange de données, de les convertir et d'évaluer, interpréter et fusionner des données provenant de différentes sources. Ils peuvent également modifier, classer, généraliser et mettre à jour des données géospatiales dans d'autres systèmes de référence (ex. système Lambert vers WGS84).

## Métiers apparentés
- Géographe ou Cartographe (même métier avant l'invention de l'informatique)
- Géomètre-Topographe
- Administrateur de base de données
- Dessinateur - Dessinateur technique (DAO)
- Urbaniste

## Formations
Les filières d'études de géomatique en tant que spécialité sont relativement récentes car elles ont dû attendre la structuration des sciences académiques de l'informatique (≈ années 1970).

### France
Les diplômes en géomatique sont :
- en lycée technique, de technicien supérieur (Bac+2) (BTS géomètre-topographe) ;
- à l'université, de licence professionnelle (Bac+3) à master 2 (Bac+5) ;
- et en école d'ingénieur, Polytech Lille, ENSG, ESGT, ESTP pour des licences, masters, ou titres d'ingénieur avec diverses mentions et durées (de Bac+2 à Bac+5).

D'autres formations, plus courtes, sont disponibles en GRETA ou à l'Institut du développement de la géomatique.

### Allemagne

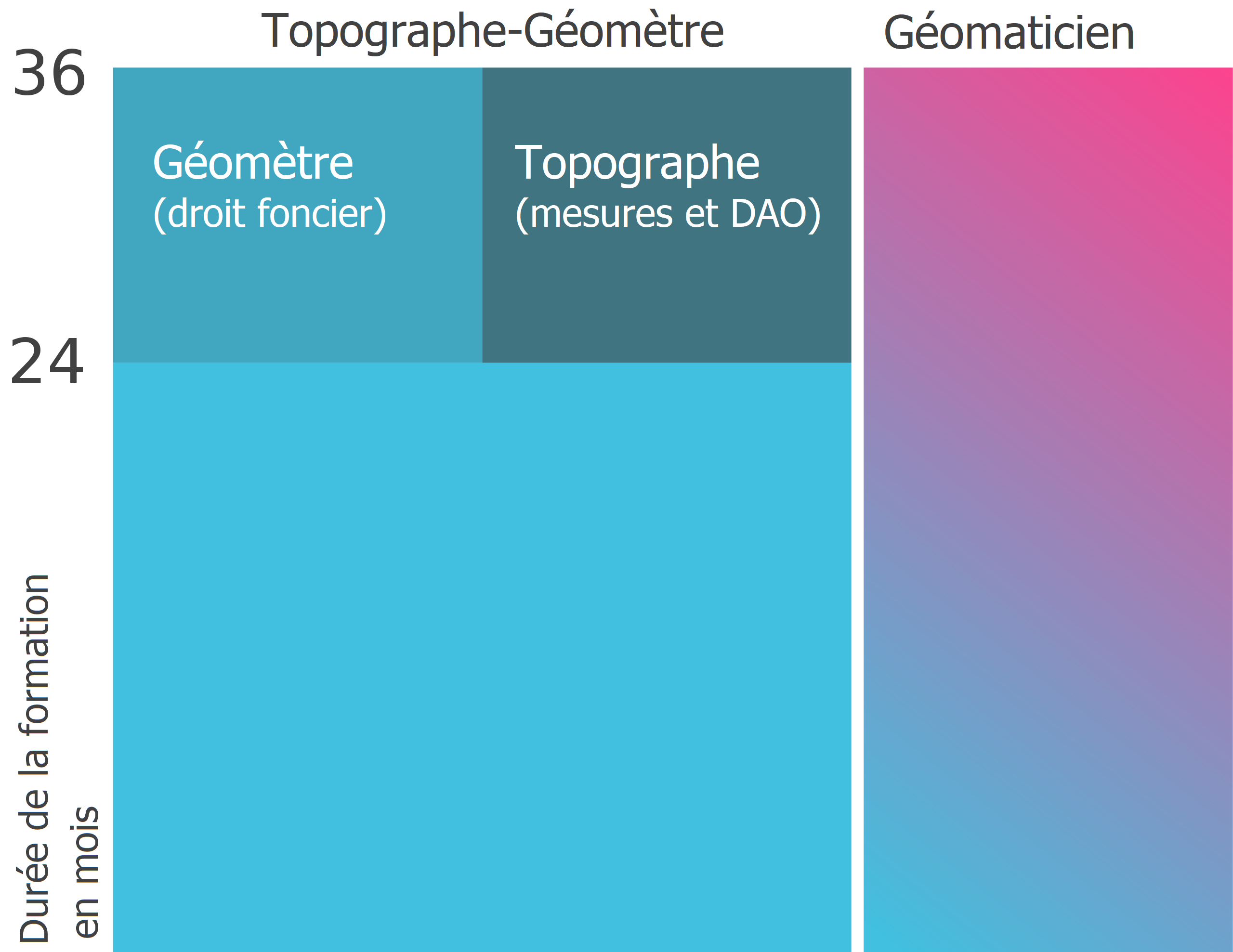
Durée en mois et cursus de formation des Topographes-Géomètres et des Géomaticiens en Allemagne (tronc commun en bleu) en Allemagne. Durée globale de 3 ans.

En Allemagne, la géomatique est un cursus de formation reconnue par l'État conformément à la loi sur la formation professionnelle. La durée de formation pour devenir géomaticien est généralement de trois ans. La formation a lieu sur les lieux d'apprentissage de l'entreprise et de l'école professionnelle.
La profession est réglementée par un règlement commun de formation pour la formation professionnelle en technologie de la géomatique. Ce groupe professionnel comprend les deux professions :
- géomaticien, métier décrit ici ;
- technicien géomètre spécialisé en topographie et dans l'application du droit foncier. C'est l'équivalent français du Géomètre-topographe.

Le contenu des douze premiers mois est identique dans les deux professions. Les trois métiers précédents de technicien géomètre, cartographe et technicien géomètre ont été intégrés dans ce groupe professionnel. Le cartographe et le technicien géomètre ont ensuite été supprimés, tandis que le technicien géomètre a également été réorganisé. Les certificats ont été remis aux premiers géomaticiens entièrement formés d'Allemagne le 20 juillet 2012 à Magdebourg (Land de Saxe-Anhalt).

### Suisse
En Suisse, la formation professionnelle de base s'appelle Géomaticien EFZ. La formation dure quatre ans. Les domaines d'intervention proposés sont l'arpentage officiel, la géomatique et la cartographie.

### Autriche
En Autriche, l'apprentissage équivalent s'appelle technologie de la géomatique et dure trois ans. Les ingénieurs en géomatique créent et mettent à jour des plans (par exemple des plans de ville), des cartes (par exemple des cartes de randonnée et routières, des atlas), des cartes industrielles et des cartes géologiques. Ils récupèrent des géodonnées issues de mesures satellite ou GPS, les évaluent et les affichent à l'aide de différentes techniques cartographiques. Les techniciens en géomatique travaillent dans des instituts cartographiques et des maisons d'édition en équipes avec des collègues et divers spécialistes, par exemple dans le secteur de l’imprimerie.

### Népal
- Pashchimanchal Campus (en) : université publique enseignant la géomatique.
- Geomatics Institute of Technology (en) : université privée enseignant la géomatique.

## Compétences professionnelles
En Allemagne, dans le cadre de la réorganisation de 2010, des experts du domaine ont décrit les compétences professionnelles des géomaticiens dans un profil de formation :
- collecter et obtenir des géodonnées ;
- traiter, gérer et illustrer des géodonnées ;
- modéliser les géodonnées et les préparer dans différents formats pour différents supports ;
- utiliser les technologies de l’information et de la communication issues de la géomatique ;
- exécuter les commandes de manière orientée client à l'aide de géodonnées ;
- participer au conseil client et appliquer les stratégies marketing ;
- appliquer des méthodes de communication visuelle et de conception graphique de cartes ;
- maîtriser la communication et la représentation d’enjeux spatiaux complexes ;
- convertir des géodonnées en cartes, graphiques de présentation et produits multimédias ;
- utiliser les technologies de l'information et de la communication ;
- respecter les réglementations professionnelles légales et administratives ;
- appliquer les fondamentaux scientifiques et mathématiques de la technologie de la géomatique ;
- travailler en équipe et garantir la qualité[7].

#### France
- cidj.com - Orientation & Métiers: Géomaticien/Géomaticienne
- www.geomaticien.com -  site (en/fr) consacré à la géomatique, comprend: forums, portail, programmation, géodésie, météo, cartes, etc.

#### Allemagne
- geomatiker.info Société allemande de cartographie, pour la formation

- Workplace Earth Une introduction généralement compréhensible à la géodésie et à l'arpentage, supervisée par toutes les principales associations professionnelles de géodésique en Allemagne

#### Autriche
- Informations sur les carrières et l'industrie de la Chambre de commerce autrichienne
- Description du poste BIC

#### Suisse
- http://www.berufsberatung.ch/dyn/1199.aspx?id=3654

- GND